# Maurus Meyer von Schauensee

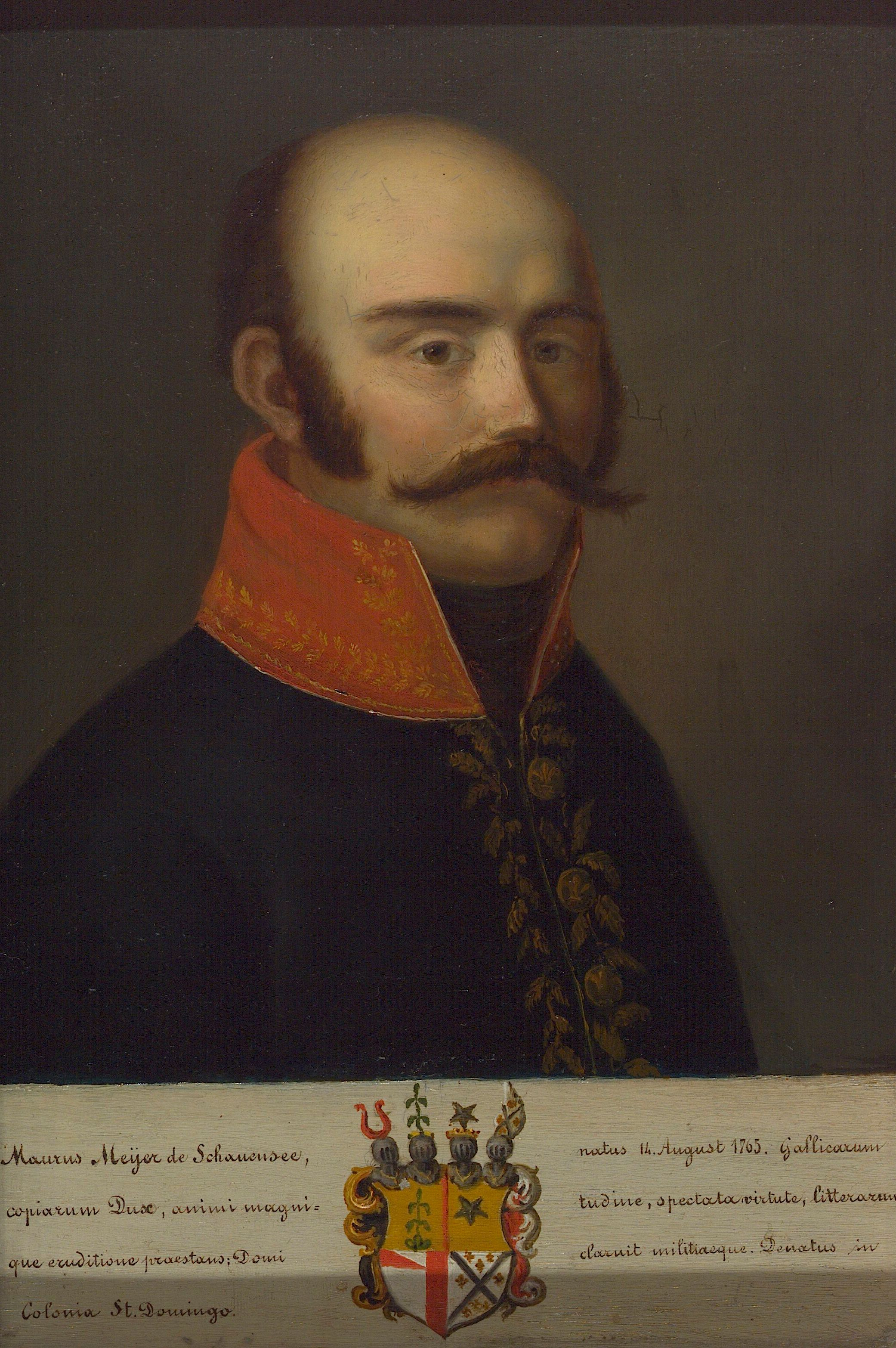
Porträt von Maurus Meyer von Schauensee

Maurus Meyer von Schauensee (teilweise auch Meyer-Schauensee; * 14. August 1765 in Luzern; † 26. September 1802 in Saint-Domingue) war ein Schweizer Patrizier und französischer General.

## Herkunft und Familie
Meyer von Schauensee stammte aus der Luzerner Patrizierfamilie Meyer, die sich seit 1749 Meyer von Schauensee nannte, nachdem sie die Besitzung geerbt hatte. Sein Vater war der Luzerner Politiker und Landvogt Franz Rudolf Dietrich Meyer von Schauensee (1725–1810). Seine Brüder waren der Politiker Franz Bernhard Meyer von Schauensee, der Kanoniker Ludwig Meyer von Schauensee (1768–1841) sowie der General Friedrich Fridolin Meyer von Schauensee (1777–1860). Anna Maria Rüttimann-Meyer von Schauensee war seine Schwester.

## Leben
Meyer von Schauensee zeichnete sich in seiner Jugend zunächst durch eine grosse Begeisterung für Literatur und Wissenschaft aus. Er folgte jedoch dann seinem grossen Bruder Franz Bernhard und trat 1784 in die Schweizergarde in Paris ein. Auch in der Begeisterung für aufklärerische Ideen folgte er seinem Bruder. Er wurde Mitglied der Freimaurer.
Meyer von Schauensee schloss sich, während er sich noch 1789 durch seine vermittelnden Einsätze auszeichnete, der Französischen Revolution an und schwor 1791 den Verfassungseid. Er wurde in diesem Zuge französischer Staatsbürger und unter Marie-Joseph Motier, Marquis de La Fayette, Teil des französischen Generalstabs. Luzern erwog daraufhin, ihm das Bürgerrecht zu entziehen. Er nahm im Ersten Koalitionskrieg am Pyrenäenfeldzug teil. 1793 und 1794 war er in Foix aufgrund einer angeblichen revolutionsfeindlichen Äusserung in Haft, und seine sämtlichen Papiere wurden beschlagnahmt.
Meyer von Schauensee wurde nach seiner Haftentlassung 1795 zum Brigadegeneral ernannt und kämpfte gegen die Aufständischen der Vendée. Im Feldzug von 1796 stand er in Italien im Einsatz. 1798 kehrte er für eine Zeit in seine Heimat zurück. Dort entwarf er für die Helvetische Republik einen Plan zur Neuorganisation des Schweizer Wehrwesens, der aber nicht umgesetzt wurde. Er kritisierte zudem die französischen Besatzer und sprach sich für gemässigte liberale Positionen sowie einen Bundesstaat aus. Er kehrte dennoch in französische Dienste nach Italien zurück. Dort geriet er im Rahmen der Belagerung von Mantua in österreichische Kriegsgefangenschaft, in der er bis 1800 verblieb. In diese Zeit fallen von ihm verfasste militärwissenschaftliche Studien.
Meyer von Schauensee geriet nach seiner Entlassung 1800 mit Napoleon Bonaparte in Streit, weshalb dieser ihn auf Überseekommandos versetzte. 1801 wurde er Generalstabschef und Kommandant der Landungstruppe im Mittelmeerseekrieg gegen England und 1802 schliesslich Generalstabschef der Französischen Antillenarmee und sollte den Einsatz gegen den Aufstand auf Saint-Domingue führen. Doch bereits kurz nach seiner Ankunft dort starb er am Gelbfieber.